# Rio Grande (Ohio)
Pour les articles homonymes, voir Rio Grande.
Rio Grande est un village américain situé dans le comté de Gallia, dans l'Ohio. Selon le recensement de 2010, sa population est de 830 habitants.